# Limburg Shotguns 2018
Questa voce raccoglie le informazioni riguardanti i Limburg Shotguns nelle competizioni ufficiali della stagione 2018.

## BAFL Elite Division 2018

### Stagione regolare
| Evere 11 marzo 2018, ore 14:00 1ª giornata | Brussels Tigers | 34 – 40 | Limburg Shotguns |  |

| Beringen 25 marzo 2018, ore 14:00 2ª giornata | Limburg Shotguns | 33 – 0 | Antwerp Argonauts |  |

| Ostenda 8 aprile 2018, ore 14:00 3ª giornata | Ostend Pirates | 34 – 21 | Limburg Shotguns |  |

| Beringen 22 aprile 2018, ore 14:00 4ª giornata | Limburg Shotguns | 9 – 41 | Brussels Black Angels |  |

| Beringen 6 maggio 2018, ore 14:00 5ª giornata | Limburg Shotguns | 23 – 0 | Waterloo Warriors |  |

| 20 maggio 2018, ore 14:00 6ª giornata | Charleroi Coal Miners | 22 – 28 | Limburg Shotguns |  |

| 3 giugno 2018, ore 14:00 7ª giornata | Liège Monarchs | 3 – 44 | Limburg Shotguns |  |

### Playoff
| 17 giugno 2018, ore 14:00 Semifinale | Limburg Shotguns | 35 – 16 | Brussels Tigers |  |

| Beringen 30 giugno 2018 Belgian Bowl | Brussels Black Angels | 50 – 0 | Limburg Shotguns |  |

## Statistiche di squadra
| Competizione             | %Vittorie | In casa | In casa | In casa | In casa | In casa | In casa | In trasferta | In trasferta | In trasferta | In trasferta | In trasferta | In trasferta | Totale | Totale | Totale | Totale | Totale | Totale |
| Competizione             | %Vittorie | G       | V       | N       | P       | Pf      | Ps      | G            | V            | N            | P            | Pf           | Ps           | G      | V      | N      | P      | Pf     | Ps     |
| ------------------------ | --------- | ------- | ------- | ------- | ------- | ------- | ------- | ------------ | ------------ | ------------ | ------------ | ------------ | ------------ | ------ | ------ | ------ | ------ | ------ | ------ |
| BAFL - Stagione regolare | .714      | 3       | 2       | 0       | 1       | 65      | 41      | 4            | 3            | 0            | 1            | 133          | 93           | 7      | 5      | 0      | 2      | 198    | 134    |
| BAFL - Playoff           | .500      | 1       | 1       | 0       | 0       | 35      | 16      | 1            | 0            | 0            | 1            | 0            | 50           | 2      | 1      | 0      | 1      | 35     | 66     |
| Totale                   | .666      | 4       | 3       | 0       | 1       | 100     | 57      | 5            | 3            | 0            | 2            | 133          | 143          | 9      | 6      | 0      | 3      | 233    | 200    |